# Brahim Zafour
Brahim Zafour (Tizi Ouzou, 30 novembre 1977) è un ex calciatore algerino, di ruolo difensore.

## Carriera

### Club
Ad eccezione della stagione 2005-2006 in cui ha giocato in Qatar, è sempre stato nelle file di club algerini. Ha vinto due volte il campionato con il JSM Bejaia.

### Nazionale
Ha esordito con la Nazionale algerina nel 1998. Da allora, sino al 2004, ha collezionato 28 presenze e una rete, partecipando alla Coppa d'Africa 2002 e alla Coppa d'Africa 2004.